# Liverpool (Nova Gales do Sul)
Liverpool é um subúrbio de Sydney, no estado de Nova Gales do Sul, Austrália. Ele está localizado em Greater Western Sydney, a 32 quilômetros (20 mi) do sudoeste do distrito comercial central de Sydney. Liverpool é o assento administrativo da área de governo central, da Cidade de Liverpool, e está situado na planície de Cumberland.